# 中村修 (名古屋市長)

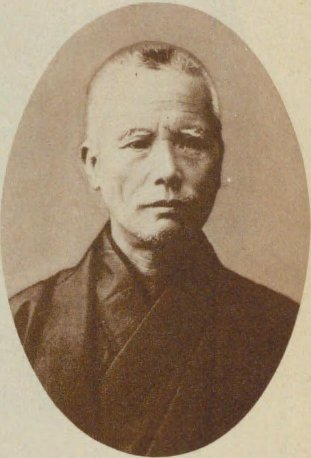
中村修

中村 修（なかむら おさむ、1844年1月14日（天保14年11月25日）- 1915年（大正4年）6月6日）は、初代名古屋市長。初名は修之進。

## 経歴
尾張藩士の子として名古屋城下の水筒先町に生まれ、藩儒細野要斎に学んだ。尊王攘夷を唱え、丹羽賢・田中不二麿とともに建白書を家老に提出した。1867年（慶応3年）、京都留守居役となり、諸藩の志士と交わった。戊辰戦争の際には藩主徳川慶勝を助けて藩論を新政府側に統一するのに功績があった。
1869年（明治2年）、尾張藩大参事となるが、廃藩置県後に免じられ、岡山県権参事に転じた。1873年（明治6年）より宮内省に出仕し、各宮家の家事を管理した。1881年（明治14年）、司法省に転じて東京控訴院検事、函館控訴院検事を歴任した。1886年（明治19年）からは北海道の各郡で郡長として拓殖事業にあたった。
1889年（明治22年）、市町村制の施行とともに初代の名古屋市長に選ばれ、翌年まで在職した。退任後は尾張徳川家の家令、相談役を務めた。

## 栄典・授章・授賞
- 1883年（明治16年）11月30日 - 正七位[3]
- 1890年（明治23年）3月1日 - 大日本帝国憲法発布記念章[4]